# Notoscopelus resplendens
Notoscopelus resplendens es una especie de pez del género Notoscopelus.

## Descripción
Es un pequeño pez linterna que crece a una longitud máxima de 95 mm (3,7 pulgadas). Por encima del pedúnculo caudal hay una fila de ocho a nueve segmentos luminosos, pero los peces machos carecen de órganos luminosos por encima de los ojos y las mejillas.

## Distribución
Las especies de este género cuentan con una amplia distribución en los océanos más cálidos. Su área de distribución abarca el océano Atlántico entre aproximadamente 40° N (47° N al oeste y 35° N al este) y 40° S. También existen poblaciones aisladas en el océano Índico, el Pacífico Norte occidental y el Pacífico oriental. Pasan el día a profundidades de entre 650 y 1000 m (2100 y 3300 pies) y asciende hasta los 300 m (1000 pies) por la noche; los ejemplares jóvenes no realizan esta migración.